# 6705 Rinaketty
6705 Rinaketty (1988 RK5) là một tiểu hành tinh vành đai chính được phát hiện ngày 2 tháng 9 năm 1988 bởi H. Debehogne ở Đài thiên văn Nam Âu.